# Красний Яр (Покровський район)
Кра́сний Яр — село Гродівської селищної громади Покровського району Донецької області, Україна.

## Загальні відомості
Відстань до райцентру становить близько 15 км і проходить автошляхом місцевого значення.
Поруч із селом розташована шахта 1/3 «Новогродівська».
Землі села межують із територією м. Новогродівка Новогродівської міської ради Донецької області.

## Населення
За даними перепису 2001 року населення села становило 206 осіб, із них 77,18 % зазначили рідною мову українську, 21,84 % — російську та 0,97 % — білоруську мову.